# Баладо
Бала́до (индон. balado) — группа блюд падангской кухни, объединённая общим способом кулинарной обработки: обжаркой продуктов вначале в чистом растительном масле, затем в остро-пряном фритюре из масла, измельчённого красного перца, различных специй и пряностей. Чаще всего таким образом готовятся мясо, курятина, рыба и очищенные варёные яйца. Пользуется значительной популярностью на Суматре и, в меньшей степени, в других районах Индонезии.

## Происхождение и распространение
Баладо принадлежит к числу традиционных методов приготовления пищи у суматранского народа минангкабау, кулинарная практика которого составляет основу падангской кухни — одной из основных региональных составляющих индонезийской кухни. Его рецептура в нынешнем виде сложилась после широкого распространения на Суматре красного перца, завезённого на Малайский архипелаг испанскими и португальскими колонизаторами в XVI—XVII веках.
Благодаря высокой общенациональной популярности падангской кухни баладо достаточно хорошо известно за пределами Суматры: продукты, приготовленные этим способом, как правило, составляют значительную часть ассортимента падангских харчевен и ресторанов, распространённых практически по всей территории Индонезии. При этом данный вид кулинарной обработки сколь-либо активно не перенимается населением других регионов и остается специалитетом именно падангской кухни.

## Приготовление и подача

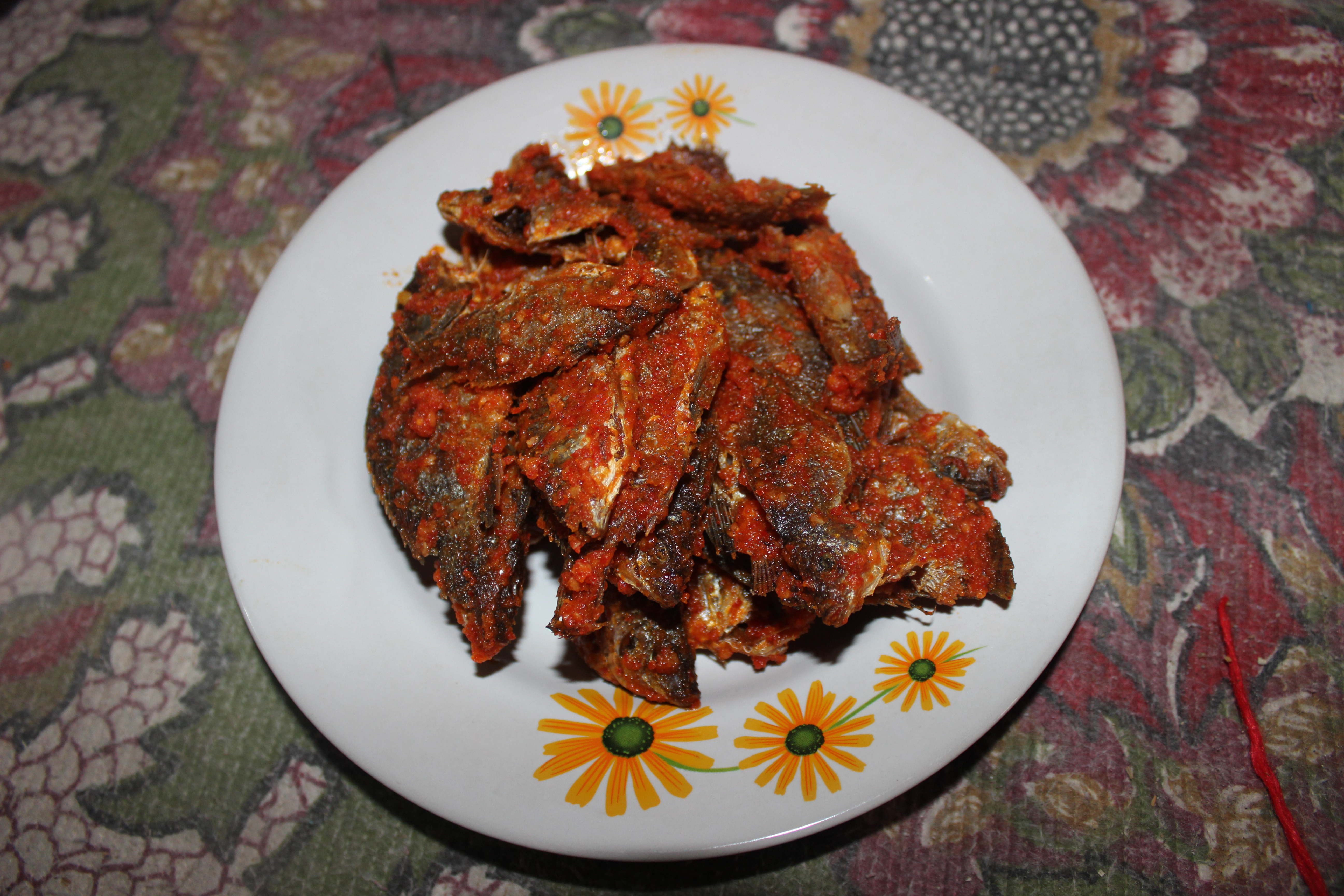
Рыбное баладо

Баладо может готовиться из многих видов продуктов: из говядины, баранины, козлятины, рыбы, курятины, тофу, темпе, овощей — в частности, баклажанов, шпината, картофеля, а также варёных яиц — куриных или утиных. При этом оно почти всегда является однокомпонентным — приготовление баладо из нескольких смешанных продуктов практикуется крайне редко. Мясо, курица, крупная рыба, баклажаны и картофель перед обработкой разрезаются на куски, а яйца очищаются от скорлупы. Мясо используется чаще в сыром виде, однако нередко в ход идет и такой суматранский специалитет, как денде́нг (индон. dendeng) — тонкие полоски вяленой говядины, сходные с джерки.

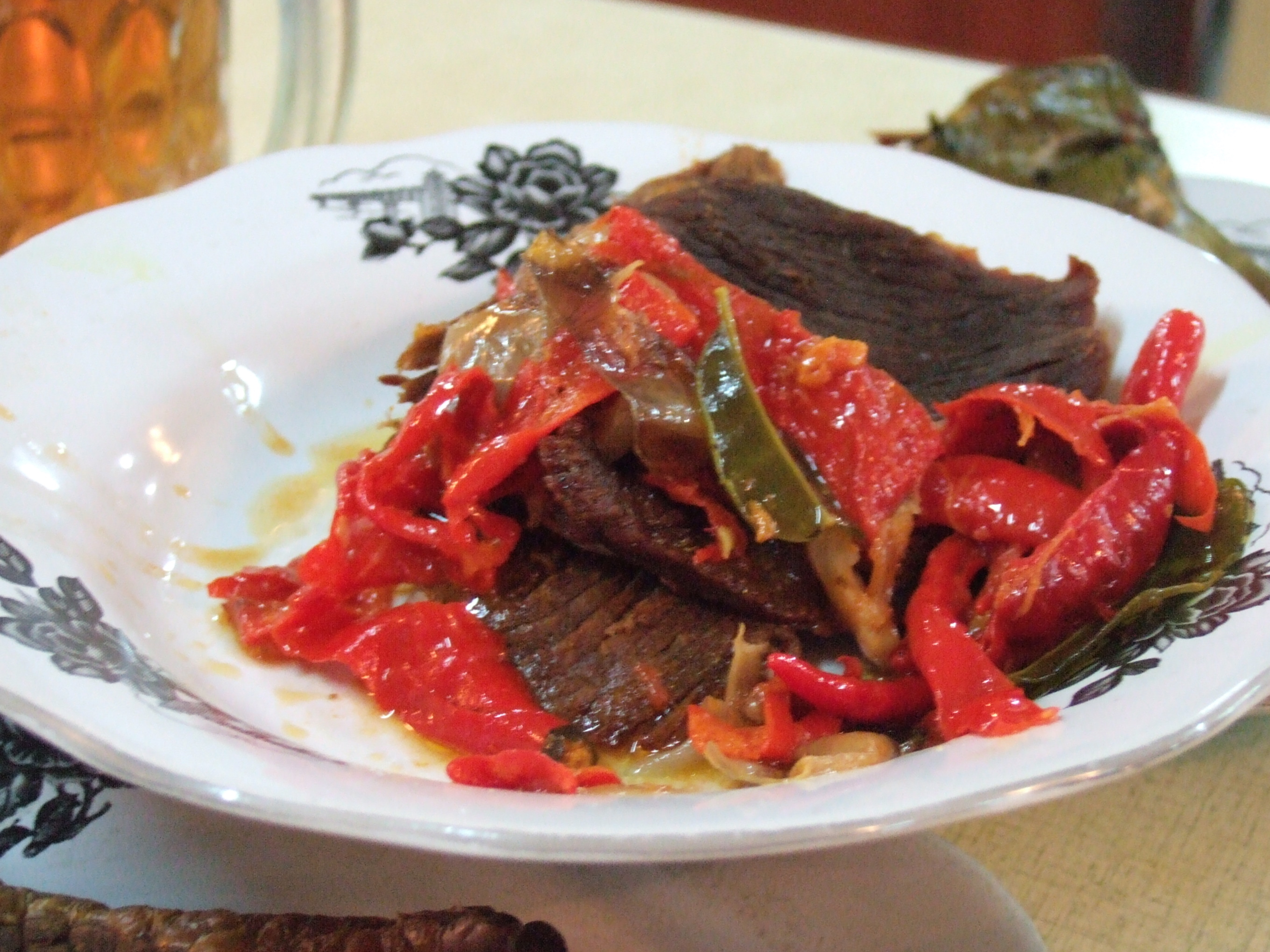
Баладо из вяленой говядины — денденга

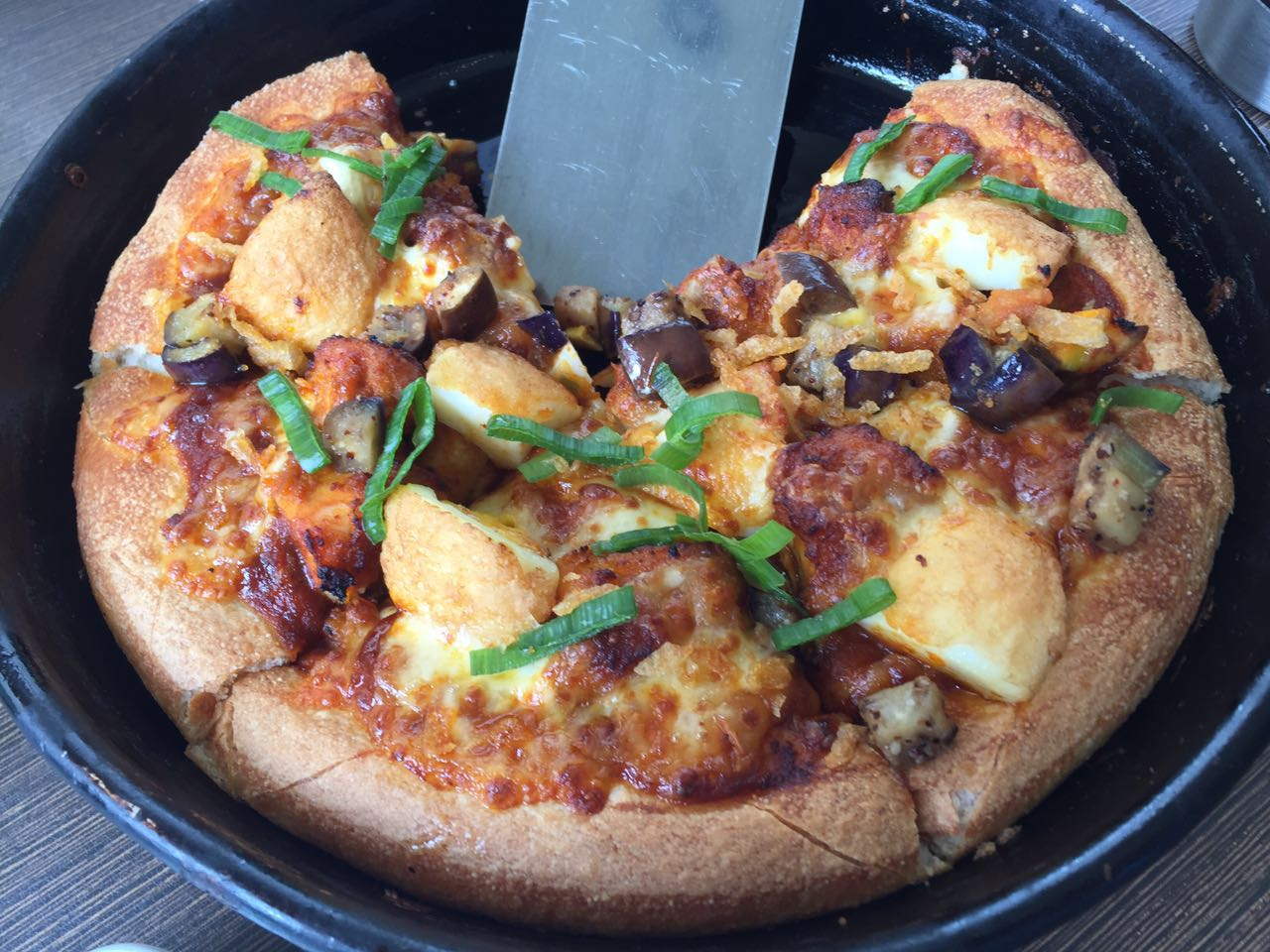
Пицца-баладо, Джакарта

Готовое блюдо во всех случаях называется по исходному продукту, причём слово «баладо» обычно служит определением: «рыба-баладо» (индон. ikan balado), «яйца-баладо» (индон. telor balado), но может выступать и в роли определяемого члена словосочетания: «рыбное баладо» (индон. balado ikan).
Общим для всех блюд этой группы являются две стадии обжарки продуктов: сначала в чистом растительном масле, а затем в особом остро-пряном густом фритюре. На второй стадии к маслу, разогретому на сковороде или воке, примешивается определённый набор ингредиентов, основным и неизменным среди которых является красный перец, раздавливаемый в ступке до кашеобразного состояния либо мелко нашинкованный. Помимо него во фритюр чаще всего добавляются таким же образом измельчённые душистый перец, паприка, чеснок, лук, а также соль, сахар, куркума, сок и листья лайма, мякоть томата или тамаринда. В образовавшейся массе продукты обжариваются со всех сторон в течение нескольких минут.
После жарки продукты, как правило, приобретают достаточно интенсивный жёлтый, оранжевый или красновато-коричневый цвет. Обычно часть фритюра налипает на них, образуя неравномерную корочку. Нередко готовое блюдо заливается остатками фритюра, которые таким образом превращаются в подливку.
Баладо подается как горячим, так и холодным в качестве основного блюда либо закуски. Оно является как популярным ежедневным кушаньем, так и неизменным атрибутом праздничных застолий. Как и другие блюда падангской кухни, баладо традиционно подаётся на стол в небольших тарелках или мисочках, которые часто устанавливаются друг на друга. Яйца-баладо нередко укладываются в достаточно высокие пирамидки — такие конструкции особенно часто выстраиваются в витринах падангских харчевен или на тележках уличных разносчиков.
В 2000-е годы многие заведения общественного питания стали практиковать изготовление пиццы-баладо (индон. pizza balado), ингредиенты которой приготовляются как баладо — обычно все вместе, реже — по отдельности. Это блюдо достаточно быстро приобрело значительную популярность не только на родине баладо — Суматре, но и за её пределами: на Яве, Калимантане и в других регионах Индонезии.